# Beuste
Beuste település Franciaországban, Pyrénées-Atlantiques megyében. Lakosainak száma 675 fő (2022. január 1.). Beuste Baudreix, Boeil-Bezing, Gomer, Lagos és Lucgarier községekkel határos.

## Népesség
A település népességének változása:
| Lakosok száma | 515  | 528  | 587  | 635  | 637  | 649  | 673  | 674  | 674  | 675  |
|               | 2010 | 2013 | 2015 | 2016 | 2017 | 2018 | 2019 | 2020 | 2021 | 2022 |